# سیارک ۱۳۳۱۵
سیارک ۱۳۳۱۵ (به انگلیسی: 13315 Hilana، نامگذاری:1998RX71) سیزده هزار و سیصد و پانزدهمین سیارک کشف شده‌است که در ۱۴ سپتامبر ۱۹۹۸ کشف شد.
قدر مطلق سیارک برابر ۱۸.۶ است.